# HD 72945
HD 72945 och HD 72946 bildar ett samgående stjärnsystem i södra delen av stjärnbilden Kräftan. HD 72945 är en dubbelstjärna som är svagt synlig för blotta ögat med en skenbar visuell magnitud på 5,91. Med en vinkelseparation av 10,10 bågsekunder (år 2020) ligger den svagare följeslagaren HD 72946 med magnituden 7,25. Den omkretsas av en brun dvärg. Konstellationen som helhet ligger, baserat på parallaxmätningar, på ett avstånd av cirka 84 ljusår från solen.
Upptäckten av dubbelstjärnan tillkännagavs 1782 av F.G.W. Struve och fick senare upptäcktskoden STF 1245. Deras gemensamma egenrörelse, bekräftad av Adriaan van Maanen 1916, tyder på att de är fysiskt förbundna. Den projicerade separationen av de två systemen är 258,9 AE. Baserat på astrometriska mätningar från rymdteleskopet Gaia, är systemets halva storaxel 200 +52−41 AE. Om man antar att de är gravitationsmässigt förbundna, skulle de ha en omloppsperiod på omkring 2 500 år.
Det finns en ytterligare tänkbar följeslagare med en vinkelseparation av ca 130 bågsekunder, vilken skulle göra detta till ett fyrstjärnigt system. (Detta objekt har 2MASS-beteckningen J08354678+0635294.) Ytterligare tre svaga följeslagare som upptäckts av Struve är med största sannolikhet bakgrundsstjärnor.

## HD 72945
Den binära karaktären hos HD 72945 tillkännagavs 1919 av A.H. Joy och Giorgio Abetti vid Mount Wilson Observatory. Observerade variationer i den radiella hastigheten hos primärstjärnan gav slutsatsen att en omkretsande stjärnföljeslagare finns. De bildar tillsammans en enkelsidig spektroskopisk dubbelstjärna med en omloppsperiod på 14,3 dygn och en excentricitet på 0,33. Minimivärdet för halva storaxeln är endast 5,9 gånger solens radie, även om det faktiska värdet är osäkert eftersom omloppsbanans lutning är okänd.
Den synliga komponenten är en gul till vit stjärna i huvudserien av spektralklass F8 V.. Den har en massa av 1,25 solmassa och en radie av 1,4 solradie. Stjärnan utstrålar från dess fotosfär 2,4 gånger så mycket energi som solen vid en effektiv temperatur på 6 222 K.

### Planetsystemet HD 72945
| Planet | Massa         | Halv storaxel (AE) | Siderisk omloppstid (d) | Excentricitet | Inklination | Radie |
| ------ | ------------- | ------------------ | ----------------------- | ------------- | ----------- | ----- |
| B      | 72,5 ± 1,3 MJ | 6,48               | 5 815 ± 37              | 0,489 ± 0,007 | 59,5 ± 1,1° | -     |

## HD 72946
HD 72946 är en stjärna i huvudserien av spektralklass G5 V. Den har ungefär samma storlek och massa som solen. Stjärnan är dock något mer aktiv än solen, och därmed förmodligen yngre. Den är metallrik och visar ett större överskott av andra element än väte och helium jämfört med solen.
År 2016 tillkännagavs en tänkbar brun dvärg som följeslagare i omloppsbana kring HD 72946. Den upptäcktes baserat på övervakning av radiell hastighet under en tjugoårsperiod. Följeslagaren bekräftades 2020. Den har spektralklass L5,0 ± 1,5, en härledd temperatur på 1 700 ± 90 K, och en massa nära gränsen för vätefusion. Banan ligger strax utanför värdstjärnans islinje, med en halv storaxel på 6,48 AE. Den har en omloppsperiod på 16 år och en excentricitet på 0,49.